# Tro tàn rực rỡ
Tro tàn rực rỡ (còn được biết đến với tên tiếng Anh: Glorious Ashes) là một phim điện ảnh chính kịch của Việt Nam năm 2022 do Bùi Thạc Chuyên đạo diễn kiêm biên kịch, được chuyển thể theo nội dung hai truyện ngắn "Tro tàn rực rỡ" và "Củi mục trôi về" từ tập truyện ngắn Đảo của nữ nhà văn Nguyễn Ngọc Tư. Bộ phim do Trần Thị Bích Ngọc đảm nhiệm vai trò nhà sản xuất, với sự tham gia diễn xuất của các diễn viên: Lê Công Hoàng, Juliet Bảo Ngọc Doling, Phương Anh Đào, Ngô Quang Tuấn, Ngô Phạm Hạnh Thúy, Thạch Kim Long, Nguyễn Thị Ngọc Hiệp, Trần Huỳnh Bảo và Mai Thế Hiệp. Lấy bối cảnh tại xóm Thơm Rơm của Cà Mau, tác phẩm kể câu chuyện của ba người phụ nữ, cách họ yêu và tìm cách giữ người đàn ông của mình.
Bộ phim đã từng vượt qua 27 dự án khác để đoạt giải thưởng xuất sắc nhất ở hạng mục Asian Project Market, với trị giá 15.000 USD (khoảng 340 triệu đồng) tại Liên hoan phim quốc tế Busan vào năm 2017 và giải thưởng Inaugural Southeast Asia Co-Production Grant do Ủy ban Điện ảnh Singapore (SFC) trao tháng 11 năm 2019.
Tro tàn rực rỡ được ra mắt lần đầu tại Liên hoan phim quốc tế Tokyo lần thứ 35, tranh tài tại hạng mục chính Tokyo Grand Prix cùng 14 tác phẩm khác vào tháng 10 năm 2022. Tác phẩm sau đó được khởi chiếu tại rạp trên toàn quốc vào ngày 2 tháng 12 năm 2022, và nhận về những lời khen ngợi từ khán giả và giới chuyên môn. Tác phẩm là phim điện ảnh đại diện Việt Nam được gửi đi dự sơ tuyển cho hạng mục Phim quốc tế hay nhất tại Giải Oscar lần thứ 96, song không được đề cử trong danh sách rút gọn.

## Nội dung
Lấy bối cảnh ở Thơm Rơm, một ngôi làng nghèo ven biển ở Cà Mau với nhiều chất liệu điện ảnh và văn hóa của một vùng quê sông nước miền Tây, bộ phim xoay quanh ba người phụ nữ, có cuộc sống tình yêu khác thường, kể câu chuyện về cách họ yêu và tìm cách giữ người đàn ông của mình. Câu chuyện của họ là sự tương phản giữa những tình cảm đầy sóng gió bên dưới và vẻ bình yên kiêu hãnh hiện hữu trên vùng đất họ sinh sống.

## Diễn viên
- Lê Công Hoàng vai Dương
Chồng của Hậu, ghẻ lạnh vợ mình và một lòng dành tình yêu cho cô gái khác là Nhàn.[10] Vai Dương là vai nam chính thứ hai trong sự nghiệp diễn xuất của Lê Công Hoàng, sau vai chính trong Cha và con và.... Dù anh không theo học bài bản về diễn xuất chuyên nghiệp, nhưng đạo diễn Bùi Thạc Chuyên nhận định rằng "với hai vai chính trong thời gian cách nhau cả chục năm, tôi nghĩ Lê Công Hoàng đã có thể ‘tốt nghiệp’ mà không cần học bài bản ở trường lớp nào về diễn xuất", đồng thời cho biết vai Hoàng "là một vai khó, không được nói gì nhưng phải thể hiện được tình yêu tuyệt vọng và Hoàng đã thể hiện vô cùng sinh động".[11]
- Juliet Bảo Ngọc Doling vai Hậu
Vợ của Dương, nhưng sau đám cưới lại không được chồng quan tâm chăm sóc dù cô rất hiền lành, chăm chỉ làm lụng.[12] Hậu là vai chính điện ảnh đầu tiên trong sự nghiệp của Juliet Bảo Ngọc Doling sau khi nhiều lần đóng các phim ngắn sinh viên.[13] Cô được chọn vào vai từ năm cô 13 tuổi và đến năm 18 tuổi, phim mới được bấm máy.[12]
- Phương Anh Đào vai Nhàn
Vợ của Tam, cam chịu người chồng đốt nhà hết lần này đến lần khác.
- Ngô Quang Tuấn vai Tam
Người chồng hay say xỉn của Nhàn, thích lửa và có sở thích đốt nhà. Tro tàn rực rỡ đánh dấu sự tái hợp của Ngô Quang Tuấn và Phương Anh Đào sau dự án điện ảnh Bằng chứng vô hình.[14]
- Ngô Phạm Hạnh Thúy vai Loan
Người phụ nữ bị điên, từng bị một gã đàn ông hiếp năm 12 tuổi, hiện đang sống trong cô quạnh, buồn tủi.[10]
- Thạch Kim Long vai Khang
- Nguyễn Thị Ngọc Hiệp vai Mẹ Dương
- Mai Thế Hiệp vai Nhà sư

Phim còn có sự tham gia diễn xuất của các diễn viên phụ bao gồm Nguyễn Văn Thạch và Hoàng Thị Thúy trong vai hai người hàng xóm, Phạm Thị Hoa Lan trong vai bà chủ lò than, Lê Ánh Hồng trong vai bà cô của Loan khùng, Huỳnh Ngọc Tâm trong vai chú Mầu thợ lò, Trương Vũ Phước vai bố của Hậu, Kha Ngọc Hồng Hạnh và Uyên Nhi lần lượt vào vai con gái của Nhàn và Hậu, Phạm Văn Cường vào vai người canh lò than, Lý Văn Tiễn, Nguyễn Chí Hữu và Lê Phương Anh Dũng trong vai ba chủ tàu, và Trần Minh Chi Nhân trong vai anh lái xuồng ca vọng cổ.

## Chủ đề
– Bùi Thạc Chuyên nói về Tro tàn rực rỡ.
Câu chuyện của Tro tàn rực rỡ diễn ra ở khu vực miền Tây của Việt Nam, khắc họa tình yêu và nỗi đau của ba người đàn bà với người đàn ông của họ. Hình ảnh ngọn lửa và tro tàn xuất hiện xuyên suốt như một ẩn dụ cho cái tình và khát khao được “nhìn thấy” của những người đàn bà. Bùi Thạc Chuyên cho biết ông ám ảnh sức mạnh tình yêu của những người đàn bà trong truyện gốc của Nguyễn Ngọc Tư.

## Sản xuất
Bùi Thạc Chuyên thực hiện phần kịch bản của Tro tàn rực rỡ trong hai năm và mất thêm năm năm để chuẩn bị cho dự án. Đây cũng là dự án điện ảnh đầu tiên của ông kể từ Lời nguyền huyết ngải ra mắt năm 2012. Việc lựa chọn chuyển thể hai truyện ngắn "Tro tàn rực rỡ" và "Củi mục trôi về" từ tập truyện ngắn Đảo của nữ nhà văn Nguyễn Ngọc Tư là vì hai câu chuyện này mang "đầy chất điện ảnh, lại viết rất hay về phụ nữ, về cái tình của phụ nữ với những người đàn ông". Ban đầu Bùi Thạc Chuyên chỉ muốn chuyển thể một truyện ngắn "Tro tàn rực rỡ", tuy nhiên sau khi viết, ông cho rằng hai nhân vật nữ chưa đủ làm nên kịch bản nên tiếp tục khai thác "Củi mục trôi về" để "câu chuyện rõ ràng, vững chắc hơn". Tuy vậy, quá trình thực hiện kịch bản lại là một thách thức do hai truyện ngắn này đều có dung lượng dưới 2.400 chữ, với rất ít nhân vật cùng phần câu chuyện thiên về ý nghĩ và cảm giác. Đây là tác phẩm thứ ba chuyển thể từ nguyên tác gốc của Nguyễn Ngọc Tư, sau Cánh đồng bất tận (2010) và phim ngắn Biến mất ở thư viên (2022). Nguyễn Ngọc Tư cũng tham gia góp ý và chỉnh lời thoại trong quá trình Bùi Thạc Chuyên làm kịch bản. Bùi Thạc Chuyên cũng dành thời gian dài tiền trạm ở Cà Mau, sinh hoạt cùng người dân, theo dân chài ra biển để hiểu đời sống của họ, lấy chất liệu làm phim.
Bùi Thạc Chuyên và Trần Thị Bích Ngọc đã mang kịch bản phim tới gọi vốn tại chương trình Chợ Dự án Châu Á tại Liên hoan phim quốc tế Busan lần thứ 22 và vượt qua 27 dự án phim khác để đạt giải thưởng Dự án xuất sắc nhất với khoản hỗ trợ tài chính 15.000 USD. Cũng tại Liên hoan phim này, Trần Thị Bích Ngọc cho biết vai diễn nam chính của tác phẩm đang được nhắm cho Lê Công Hoàng – diễn viên chính của phim điện ảnh Cha và con và... vốn cũng do cô làm nhà sản xuất. Đây cũng là một trong 15 kịch bản điện ảnh được giới thiệu tới các nhà đầu tư tại chương trình L'Atelier thuộc khuôn khổ Liên hoan phim Cannes 2018 vào đầu tháng 5 năm 2018. Tháng 8 năm 2019, tác phẩm giành giải CNC trị giá 8.000 EUR tại hoạt động Open Doors Hub thuộc khuôn khổ Liên hoan phim quốc tế Locarno lần thứ 72. Tháng 11 năm 2019, dự án Tro tàn rực rỡ giành chiến thắng giải thưởng Inaugural Southeast Asia Co-Production Grant do Ủy ban Điện ảnh Singapore trao tặng trị giá 250.000 SGD, đồng thời nhận được sự hỗ trợ từ nhà sản xuất Jeremy Chua của Singapore.
Bộ phim được bấm máy từ tháng 9 năm 2020 đến tháng 2 năm 2021, là dự án hợp tác của các nhà sản xuất đến từ Việt Nam, Pháp và Singapore. Trước ngày quay, dàn diễn viên xuống Cà Mau khoảng một tháng, hòa nhập đời sống miền Tây với dân địa phương. Nhiều diễn viên cho biết họ không cần trả thêm thù lao dù phải gác lại hết mọi việc riêng, miễn là được tham gia dự án. Mai Thế Hiệp còn tự nấu cơm để tiết kiệm chi phí cho đoàn làm phim.
Nhạc sĩ Tôn Thất An đảm nhiệm phần soạn nhạc cho phim.

## Phát hành
Tro tàn rực rỡ được công chiếu ra mắt tại hạng mục Phim dự thi của Liên hoan phim quốc tế Tokyo lần thứ 35 vào ngày 24 tháng 10 năm 2022, trở thành phim điện ảnh Việt Nam đầu tiên tranh giải ở hạng mục chính của Liên hoan phim này. Ngày 10 tháng 11, bộ phim có buổi ra mắt giới thiệu trong nước tại Thành phố Hồ Chí Minh, trước khi phát hành tại rạp trên toàn quốc từ ngày 2 tháng 12.

### Quảng bá
Trailer đầu tiên của Tro tàn rực rỡ dài 2 phút, được đăng tải vào ngày 11 tháng 10 năm 2022 phục vụ cho việc dự thi của tác phẩm tại Liên hoan phim quốc tế Tokyo lần thứ 35.

## Đón nhận

### Đánh giá chuyên môn
Bộ phim nhận về đánh giá tích cực sau buổi công chiếu tại Liên hoan phim quốc tế Tokyo. Nhà làm phim, biên kịch kiêm nhà phê bình Jordan Mintzer của tờ The Hollywood Reporter đánh giá bộ phim đã khắc họa "chân dung đầy lòng trắc ẩn về ba người phụ nữ với cuộc sống chưa bao giờ nguôi ngoai" và cho rằng đây là một lối mô tả đầy thử thách và khá đen tối về những cuộc đấu tranh của người phụ nữ.
Juliet Bảo Ngọc Doling nhận được rất nhiều lời khen từ các nhà phê bình phim. Cô được khen 'ấn tượng' trong tạp chí Screen Daily và được đạo diễn Bùi Thạc Chuyên khen hết sức: “Cô ấy làm gì cũng rất tập trung, kiên nhẫn. Còn nhớ cảnh quay đầu tiên, đoạn Hậu ngồi trên xuồng đi trong bóng tối, gương mặt Hậu làm bừng sáng màn hình. Ngọc là diễn viên nhạy cảm, nghị lực, chuyên nghiệp và bản năng nhưng trong bản năng đó có cảm tính của người diễn viên".

### Giải thưởng và đề cử
| Năm  | Giải thưởng                   | Hạng mục                                           | Đề cử                   | Kết quả        | Nguồn                       |
| ---- | ----------------------------- | -------------------------------------------------- | ----------------------- | -------------- | --------------------------- |
| 2022 | Liên hoan phim quốc tế Tokyo  | Giải Tokyo Grand Prix                              | Tro tàn rực rỡ          | Đề cử          | [ 35 ]                      |
| 2022 | Liên hoan phim Ba châu lục    | Giải Khí cầu đốt lửa vàng                          | Tro tàn rực rỡ          | Đoạt giải      | [ 36 ]                      |
| 2023 | Liên hoan phim Châu Á Đà Nẵng | Phim hay nhất - Hạng mục phim châu Á               | Tro tàn rực rỡ          | Đề cử          | [ 37 ]                      |
| 2023 | Liên hoan phim Châu Á Đà Nẵng | Đạo diễn xuất sắc - Hạng mục phim châu Á           | Bùi Thạc Chuyên         | Đề cử          | [ 37 ]                      |
| 2023 | Liên hoan phim Châu Á Đà Nẵng | Diễn viên nữ xuất sắc - Hạng mục phim châu Á       | Juliet Bảo Ngọc Dolling | Đoạt giải      | [ 37 ]                      |
| 2023 | Giải Cánh diều                | Phim truyện điện ảnh                               | Tro tàn rực rỡ          | Cánh Diều Vàng | [ 38 ] [ 39 ] [ 40 ] [ 41 ] |
| 2023 | Giải Cánh diều                | Đạo diễn xuất sắc phim truyện điện ảnh             | Bùi Thạc Chuyên         | Đoạt giải      | [ 38 ] [ 39 ] [ 40 ] [ 41 ] |
| 2023 | Giải Cánh diều                | Nữ diễn viên chính xuất sắc phim truyện điện ảnh   | Phương Anh Đào          | Đề cử          | [ 38 ] [ 39 ] [ 40 ] [ 41 ] |
| 2023 | Giải Cánh diều                | Nữ diễn viên phụ xuất sắc phim truyện điện ảnh     | Ngô Phạm Hạnh Thuý      | Đoạt giải      | [ 38 ] [ 39 ] [ 40 ] [ 41 ] |
| 2023 | Giải Cánh diều                | Quay phim xuất sắc phim truyện điện ảnh            | Nguyễn K'Linh           | Đoạt giải      | [ 38 ] [ 39 ] [ 40 ] [ 41 ] |
| 2023 | Liên hoan phim Việt Nam       | Giải Bông Sen cho phim truyện điện ảnh             | Tro tàn rực rỡ          | Bông Sen Vàng  | [ 42 ] [ 43 ] [ 44 ] [ 45 ] |
| 2023 | Liên hoan phim Việt Nam       | Nữ diễn viên chính xuất sắc                        | Juliet Bảo Ngọc Doling  | Đề cử          | [ 42 ] [ 43 ] [ 44 ] [ 45 ] |
| 2023 | Liên hoan phim Việt Nam       | Nam diễn viên phụ xuất sắc                         | Lê Công Hoàng           | Đoạt giải      | [ 42 ] [ 43 ] [ 44 ] [ 45 ] |
| 2023 | Liên hoan phim Việt Nam       | Nữ diễn viên phụ xuất sắc                          | Ngô Phạm Hạnh Thuý      | Đề cử          | [ 42 ] [ 43 ] [ 44 ] [ 45 ] |
| 2023 | Liên hoan phim Việt Nam       | Đạo diễn xuất sắc phim truyện điện ảnh             | Bùi Thạc Chuyên         | Đoạt giải      | [ 42 ] [ 43 ] [ 44 ] [ 45 ] |
| 2023 | Liên hoan phim Việt Nam       | Tác giả kịch bản xuất sắc phim truyện điện ảnh     | Bùi Thạc Chuyên         | Đề cử          | [ 42 ] [ 43 ] [ 44 ] [ 45 ] |
| 2023 | Liên hoan phim Việt Nam       | Quay phim xuất sắc phim truyện điện ảnh            | Nguyễn K'Linh           | Đoạt giải      | [ 42 ] [ 43 ] [ 44 ] [ 45 ] |
| 2023 | Liên hoan phim Việt Nam       | Âm nhạc xuất sắc phim truyện điện ảnh              | Tôn Thất An             | Đoạt giải      | [ 42 ] [ 43 ] [ 44 ] [ 45 ] |
| 2023 | Liên hoan phim Việt Nam       | Thiết kế âm thanh xuất sắc phim truyện điện ảnh    | Claire Anne Largeron    | Đề cử          | [ 42 ] [ 43 ] [ 44 ] [ 45 ] |
| 2023 | Giải thưởng Ngôi sao xanh     | Phim điện ảnh hay nhất                             | Tro tàn rực rỡ          | Đề cử          | [ 46 ]                      |
| 2023 | Giải thưởng Ngôi sao xanh     | Đạo diễn xuất sắc nhất hạng mục điện ảnh           | Bùi Thạc Chuyên         | Đề cử          | [ 46 ]                      |
| 2023 | Giải thưởng Ngôi sao xanh     | Nữ diễn viên phụ xuất sắc nhất hạng mục điện ảnh   | Ngô Phạm Hạnh Thuý      | Đoạt giải      | [ 46 ]                      |
| 2023 | Giải thưởng Ngôi sao xanh     | Nữ diễn viên được yêu thích nhất hạng mục điện ảnh | Phương Anh Đào          | Đề cử          | [ 46 ]                      |
| 2023 | Giải thưởng Ngôi sao xanh     | Gương mặt triển vọng hạng mục điện ảnh             | Lê Công Hoàng           | Đề cử          | [ 46 ]                      |
| 2023 | WeChoice Awards               | Phim điện ảnh của năm                              | Tro tàn rực rỡ          | Đề cử          | [ 47 ]                      |